# Triphyllozoon regulare
Triphyllozoon regulare är en mossdjursart som beskrevs av Silén 1954. Triphyllozoon regulare ingår i släktet Triphyllozoon och familjen Phidoloporidae. Inga underarter finns listade i Catalogue of Life.